# Rozsohuvate, Markivka
Rozsohuvate (în ucraineană Розсохувате) este un sat în comuna Proseane din raionul Markivka, regiunea Luhansk, Ucraina.

## Demografie
Componența lingvistică a localității Rozsohuvate
     Ucraineană (96,87%)
     Rusă (2,87%)
Conform recensământului din 2001, majoritatea populației localității Rozsohuvate era vorbitoare de ucraineană (96,87%), existând în minoritate și vorbitori de rusă (2,87%).